# 플로리다붉은배거북
플로리다붉은배거북은 거북목 늪거북과의 파충류이다.

## 특징
플로리다붉은배거북은 특유의 붉은 띠가 있는 가슴 장식과 부리 위에 있는 2개의 교두로 유사한 다른 거북과 구별할 수 있다. 성체의 등딱지 길이는 20.3cm에서 37.5cm에 이르기까지 다양할 수 있다. 암컷의 평균 등딱지 길이는 30.5cm이고 질량은 4kg이다. 암컷이 수컷보다 더 크다. 몸의 길이는 약 25cm이고 몸무게는 1.8kg이다.